# Rainer Schlutter
Rainer Schlutter (Greiz, 14 settembre 1946) è un ex calciatore tedesco orientale dal 1990 tedesco, di ruolo centrocampista.

## Statistiche

### Cronologia presenze e reti in Nazionale
| Cronologia completa delle presenze e delle reti in nazionale ― Germania Est | Cronologia completa delle presenze e delle reti in nazionale ― Germania Est | Cronologia completa delle presenze e delle reti in nazionale ― Germania Est | Cronologia completa delle presenze e delle reti in nazionale ― Germania Est | Cronologia completa delle presenze e delle reti in nazionale ― Germania Est | Cronologia completa delle presenze e delle reti in nazionale ― Germania Est | Cronologia completa delle presenze e delle reti in nazionale ― Germania Est | Cronologia completa delle presenze e delle reti in nazionale ― Germania Est |
| Data                                                                        | Città                                                                       | In casa                                                                     | Risultato                                                                   | Ospiti                                                                      | Competizione                                                                | Reti                                                                        | Note                                                                        |
| --------------------------------------------------------------------------- | --------------------------------------------------------------------------- | --------------------------------------------------------------------------- | --------------------------------------------------------------------------- | --------------------------------------------------------------------------- | --------------------------------------------------------------------------- | --------------------------------------------------------------------------- | --------------------------------------------------------------------------- |
| 26/07/1970                                                                  | Jena                                                                        | Germania Est                                                                | 5 – 0                                                                       | Iraq                                                                        | Amichevole                                                                  | -                                                                           |                                                                             |
| 06/09/1970                                                                  | Rostock                                                                     | Germania Est                                                                | 5 – 0                                                                       | Polonia                                                                     | Amichevole                                                                  | -                                                                           |                                                                             |
| 15/11/1970                                                                  | Lussemburgo                                                                 | Lussemburgo                                                                 | 0 – 5                                                                       | Germania Est                                                                | Qual. Euro 1972                                                             | -                                                                           | 77’                                                                         |
| 24/04/1971                                                                  | Gera                                                                        | Germania Est                                                                | 2 – 1                                                                       | Lussemburgo                                                                 | Qual. Euro 1972                                                             | -                                                                           |                                                                             |
| 09/05/1971                                                                  | Lipsia                                                                      | Germania Est                                                                | 1 – 2                                                                       | Jugoslavia                                                                  | Qual. Euro 1972                                                             | -                                                                           |                                                                             |
| Totale                                                                      |                                                                             | Presenze                                                                    | 5                                                                           |                                                                             | Reti                                                                        | 0                                                                           |                                                                             |